# Yoshio Furukawa
Yoshio Furukawa (n. 5 iulie 1934) este un fost fotbalist japonez.

## Statistici
| Japonia | Japonia | Japonia |
| An      | Meciuri | Goluri  |
| ------- | ------- | ------- |
| 1956    | 3       | 0       |
| 1957    | 0       | 0       |
| 1958    | 3       | 0       |
| 1959    | 10      | 0       |
| 1960    | 0       | 0       |
| 1961    | 1       | 0       |
| 1962    | 2       | 0       |
| Total   | 19      | 0       |